# Cabu
Cabu, pseudonimo di Jean Maurice Jules Cabut (Châlons-en-Champagne, 13 gennaio 1938 – Parigi, 7 gennaio 2015), è stato un fumettista e disegnatore francese.

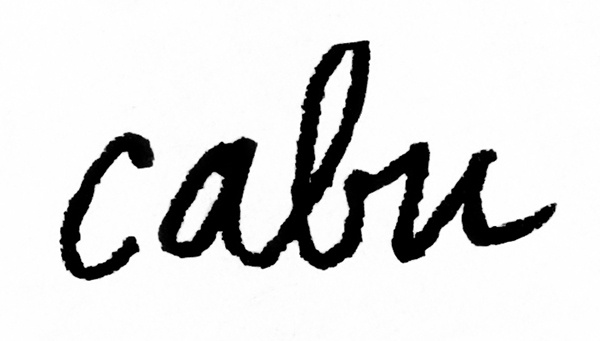
Firma di Cabu

Noto principalmente per la sua collaborazione con il giornale satirico Charlie Hebdo, è stato assassinato, insieme ad altri suoi colleghi, durante l'attentato alla sede di Charlie Hebdo del 7 gennaio 2015.

## Biografia
Cabu completò gli studi d'arte all'École Estienne, a Parigi, e i suoi disegni furono inizialmente pubblicati nel 1954 su un quotidiano locale. La guerra d'Algeria lo obbligò ad entrare nell'Esercito francese, in cui rimase per più di due anni e dove il suo talento venne impiegato per il giornale dell'esercito Bled ed in Paris Match. Il periodo nelle forze armate lo fece diventare un fervente antimilitarista e lo portò ad avere una visione della società leggermente anarchica.
Nel 1960, dopo aver lasciato l'esercito, divenne uno dei fondatori della rivista Hara-Kiri e, tra gli anni settanta e ottanta, divenne un artista popolare, collaborando per un certo periodo con il programma televisivo per bambini, Récré A2. Continuò poi a lavorare in caricature satiriche per Charlie Hebdo e Le Canard enchaîné.

### Morte
Il 7 gennaio 2015 Cabu è stato ucciso, insieme ad altre undici persone, durante l'attentato terroristico alla sede di Charlie Hebdo a Parigi, durante il quale due uomini armati e dal volto coperto hanno fatto irruzione negli uffici del giornale durante una riunione di redazione inneggiando ad Allah e massacrando i presenti.
Gli è stato dedicato l'asteroide 320880 Cabu.

## Opere
- Le grand Duduche series:
  - Le grand Duduche (1972) Dargaud
  - Il lui faudrait une bonne guerre !.. (1972) Dargaud
  - Les aventures de madame Pompidou (1972) Square
  - L'ennemi intérieur (1973) éd. du Square et Dargaud
  - Le grand Duduche en vacances (1974) éd. du Square
  - Passe ton bac, après on verra ! (1980) éd. du Rond Point
  - Maraboud'ficelle, scénario de William Leymergie (1980) Dargaud
  - À bas la mode ! (1981) Dargaud
  - Le Grand Duduche et la fille du proviseur (1982) Dargaud
- Le journal de Catherine (1970) – éd du Square
- Mon beauf (1976) éd du Square
- Catherine saute au Paf (1978) éd du Square
- Inspecteur la bavure (1981) Albin Michel
- Le Gros blond avec sa chemise noire (1988) Albin Michel
- À consommer avec modération (1989) Albin Michel
- Mort aux vieux ! (1989) Albin Michel
- Cabu au Canard Enchaîné (1989) Albin Michel
- Tonton la-terreur (1991) Albin Michel
- Adieu Tonton (1992) Albin Michel
- Les Abrutis sont parmi nous (1992) Albin Michel
- Responsables mais pas coupables ! (1993) Albin Michel
- Secrets d'État (1994) Albin Michel
- Les Aventure épatantes de Jacques Chirac (1996) Albin Michel
- Vas-y Jospin ! (1999) Albin Michel
- À gauche toute ! (2000) Albin Michel
- Johnny  c'est la France (2011) Charlie Hebdo Éditeur Les Echappés
- Cabu premier écolo de France (2024), postumo, Hors série Charlie Hebdo